# 신혼여행 (영화)
"신혼여행"은 2000년에 개봉한 대한민국의 영화이다.

## 캐스팅
- 정선경 : 주고은 역
- 차승원 : 김준호 역
- 조은숙 : 정은진 역
- 황인성 : 최편식 역
- 이세창 : 김동빈 역
- 이인철 : 조만동 역
- 신신애 : 권정금 역
- 이승채 : 이수진 역
- 김세영 : 남세준 역
- 김진만 : 홍기정 역
- 김소연 : 윤예은 역
- 엄춘배 : 송충호 역
- 강민경 : 장현희 역
- 양소민 : 김선희 역
- 김형석 : 윤정훈 역
- 류지영 : 조춘자 역
- 윤세웅 : 김정환 역
- 김영철 : 방재훈 역
- 김정태 : 박재원 역
- 전숙준 : 김 형사 역
- 김형식 : 이 형사 역
- 조동훈 : 박 형사 역
- 이형수 : 교주 역
- 이재구 : 부교주 역
- 이림 : 제보자 역